# Hazen (Arkansas)
Pour les articles homonymes, voir Hazen.
Hazen est une ville du comté de Prairie, dans l’État de l’Arkansas, aux États-Unis. Sa population était de 1 468 habitants lors du recensement de 2010, estimée à 1 399 habitants en 2016.

## Démographie
| Groupe          | Hazen | Arkansas | États-Unis |
| --------------- | ----- | -------- | ---------- |
| Blancs          | 77,3  | 77,0     | 72,4       |
| Afro-Américains | 21,1  | 15,4     | 12,6       |
| Métis           | 1,0   | 2,0      | 2,9        |
| Amérindiens     | 0,4   | 0,8      | 0,9        |
| Autres          | 0,1   | 3,6      | 6,4        |
| Asiatiques      | 0,1   | 1,2      | 4,8        |
| Total           | 100,0 | 100,0    | 100,0      |
| Hispaniques     | 0,8   | 6,4      | 16,7       |

Selon l'American Community Survey, pour la période 2011-2015, 98,48 % de la population âgée de plus de 5 ans déclare parler l'anglais à la maison, 1,16 % l'espagnol et 0,36 % une autre langue.
| 1890 | 1900 | 1910 | 1920 | 1930 | 1940 | 1950  | 1960  |
| ---- | ---- | ---- | ---- | ---- | ---- | ----- | ----- |
| 458  | 429  | 687  | 783  | 787  | 819  | 1 270 | 1 456 |

| 1970  | 1980  | 1990  | 2000  | 2010  | - | - | - |
| ----- | ----- | ----- | ----- | ----- | - | - | - |
| 1 605 | 1 636 | 1 668 | 1 637 | 1 468 | - | - | - |